# Обличчя великої панди (ознака)
«Обличчям великої панди», «знаком панди на середньому мозку» чи «знаком двох панд» називають характерне зображення «обличчя панди» на томограмі, отриманій за допомогою магнітно-резонансного сканування у пацієнтів, що хворіють на хворобу Вільсона. Разом із кільцем Кейзера—Флайшера, ця ознака допомагає визначити діагноз захворювання.